# Маяк Буффало-Харбор-Саут-Энтранс
Маяк Буффало-Харбор-Саут-Энтранс (англ. Buffalo Harbor South Entrance Light), также известный как маяк Саут-Буффало-Саутсайд (англ. South Buffalo Southside Light), маяк Буффало-Саут-Брейкуотер (англ. Buffalo South Breakwater Light), — маяк, расположенный на правом берегу Buffalo River (New York) в черте города Буффало, округ Эри, штат Нью-Йорк, США. Построен в 1903 году. Автоматизирован в 1935 году. Деактивирован в 1993 году.

## История
Город Буффало является крупным промышленным центром в районе Великих озёр, и уже в 1818 году в нём был построен маяк Буффало. Однако после открытия канала Эри поток товаров через город существенно возрос, и ему понадобились дополнительные маяки и молы. 6 июня 1900 года Конгресс США выделил 45 000$ на строительство дополнительных маяков в городе Буффало. В 1903 году строительство маяка было завершено. Он представлял собой чугунную коническую башню высотой 13,3 метра. На маяке была установлена линза Френеля. Сбоку к башне примыкал кирпичный дом-дуплекс для смотрителя и его помощника, стоимость строительства которого составила 8 764$. В 1904 году на маяк был установлен противотуманный сигнал. В 1935 году маяк был автоматизирован Береговой охраной США. В 1993 году неподалёку был построен автоматический маяк, и маяк Буффало-Харбор-Саут-Энтранс был выведен из эксплуатации.
В 2007 году маяк был включён в Национальный реестр исторических мест.